# 1934 în artă
← 1931 în artă — 1932 în artă — 1933 în artă ——  1934 în artă  —— 1935 în artă — 1936 în artă — 1937 în artă →
1934 în artă implică o serie de evenimente:

## Evenimente

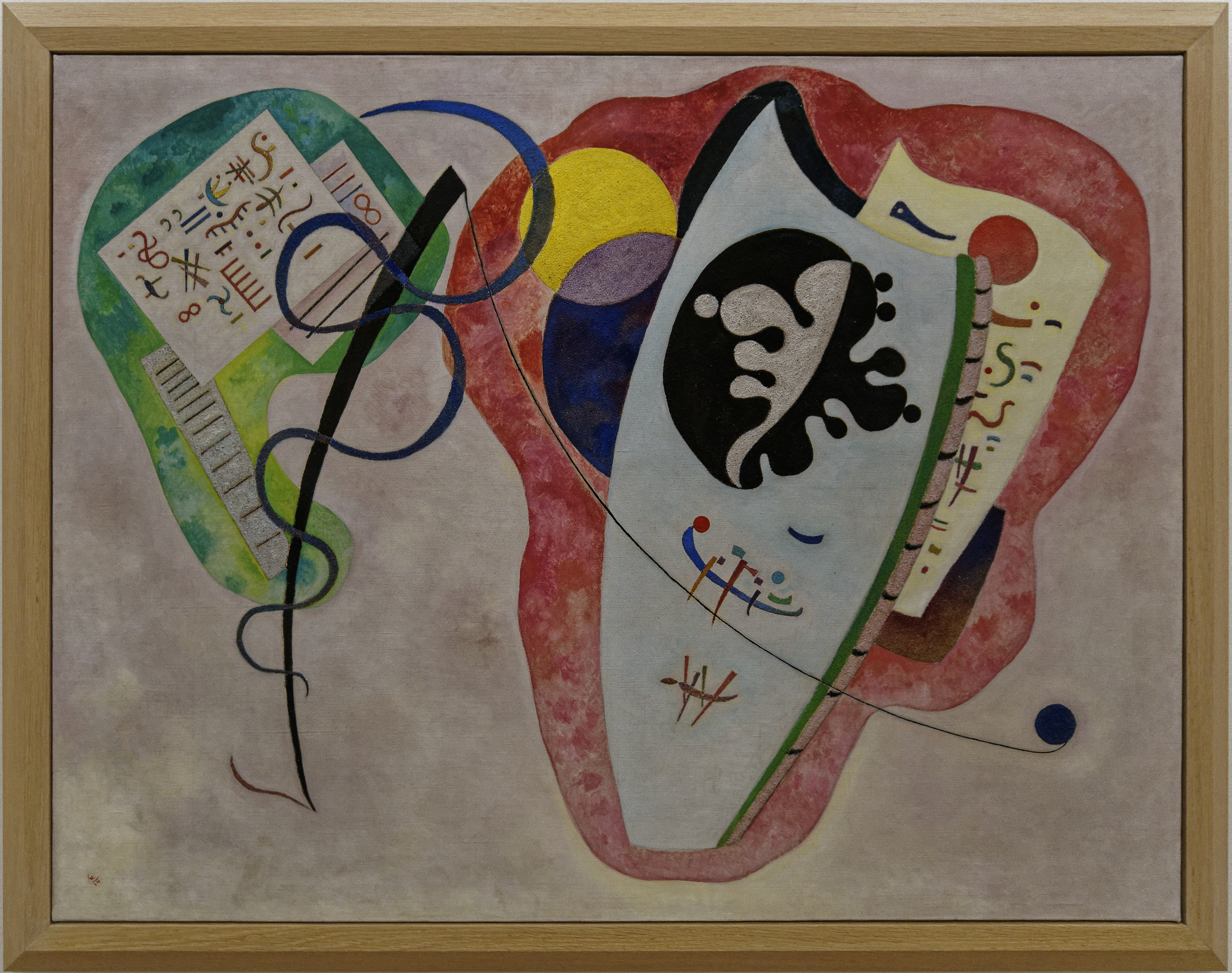
1934 — Amsterdam - Stedelijk Museum - Vasili Kandinski (Василий Васильевич Кандинский) (1866 - 1944) - Deux Entourages (B 2175) - 1934

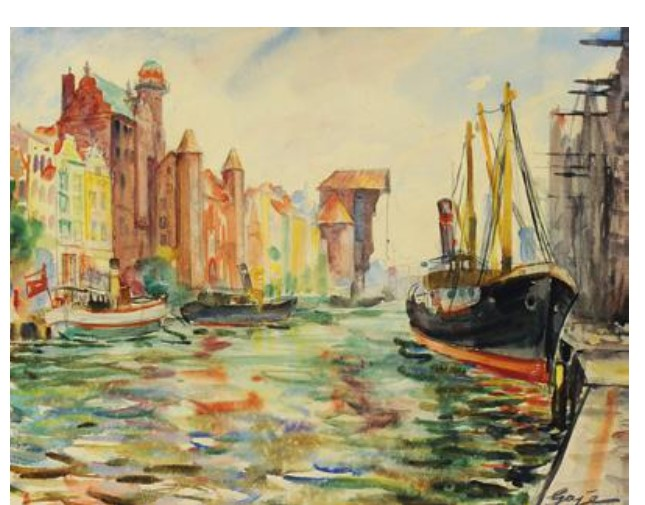
1934 — Franciszek Gajewski → (1897 – 1969) → WikiData:Q28842917

### Evenimente artistice oriunde
- Februarie
- 16 decembrie –
- Decembrie

## Premii
- Premiul Archibald –
- Medalia Newbery –

### Premii oriunde
- Premiul Archibald — W. B. McInnes – Desbrowe Annear

## Nașteri

### Ianuarie - iunie
- 1 ianuarie –
- 8 ianuarie –
- 11 ianuarie –
- 17 ianuarie –
- 23 ianuarie –
- 3 martie –
- 10 martie –
- 27 martie –
- 28 martie –
- 22 aprilie –
- 24 aprilie –
- 7 mai –
- 15 mai –
- 22 iunie –

### Iulie - decembrie
- 3 iulie –
- 25 iulie –
- 1 august –
- 8 august – Rudi Gernreich, designer de modă austriaco-american (d. 21 aprilie 1985) |--->
- 3 septembrie –
- 9 septembrie –
- 3 octombrie –
- 6 octombrie –
- 8 decembrie –
- 17 decembrie –
- 31 decembrie –

## Decese
- 23 ianuarie –
- Februarie –
- 3 februarie –
- 5 februarie –
- 19 februarie –
- 16 martie –
- 15 mai –
- 22 iunie –
- 22 august -
- august –
- 1 septembrie –
- 5 septembrie –
- 8 septembrie –
- 18 octommbrie –
- 13 decembrie –
- 15 decembrie –

## Galerie (lucrări din 1934)

Lucrări reprezentative
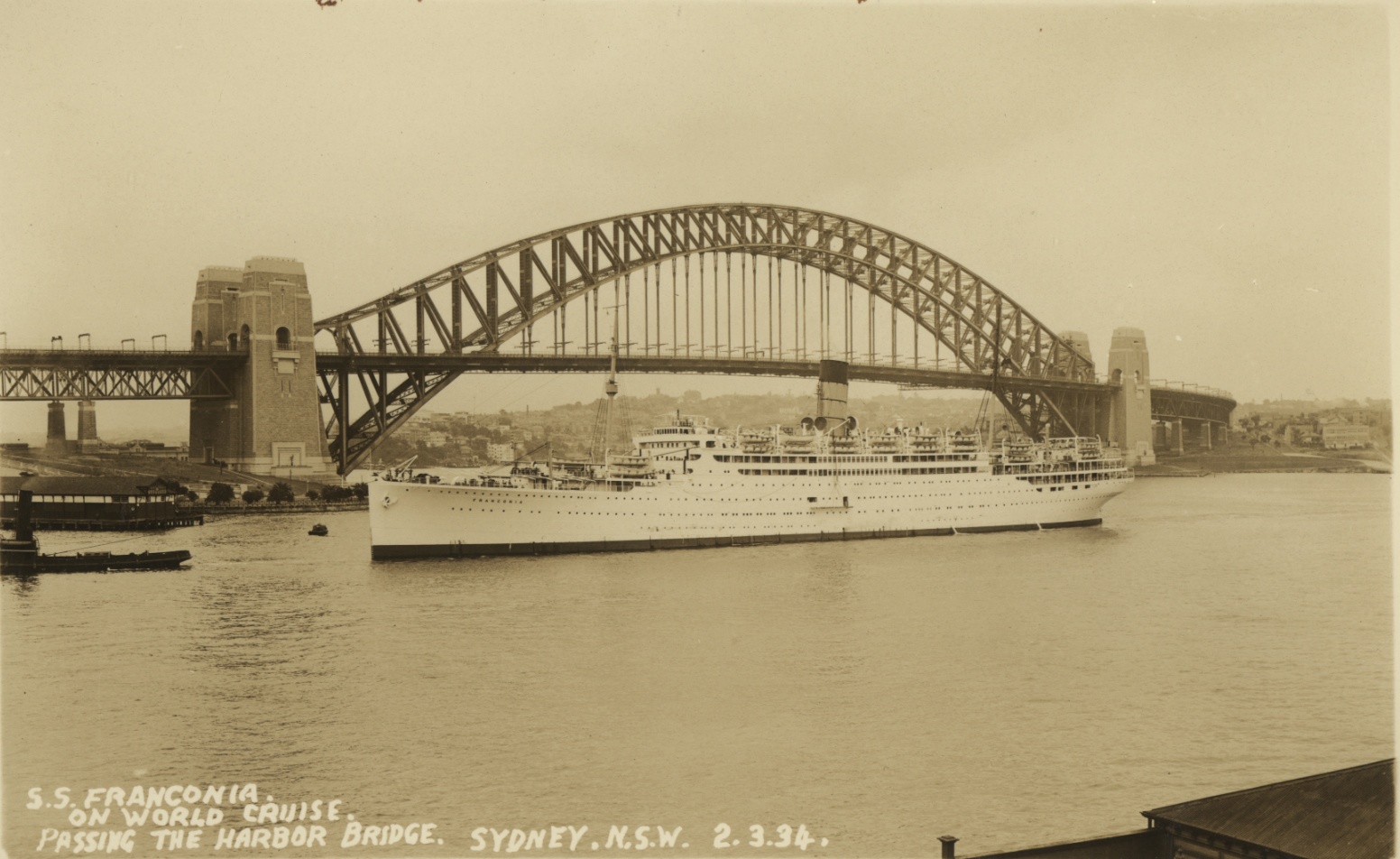
2 martie 1934 — Vasul de croazieră SS Franconia al Cunard Line în portul Sydney (în engleză Sydney Harbour)
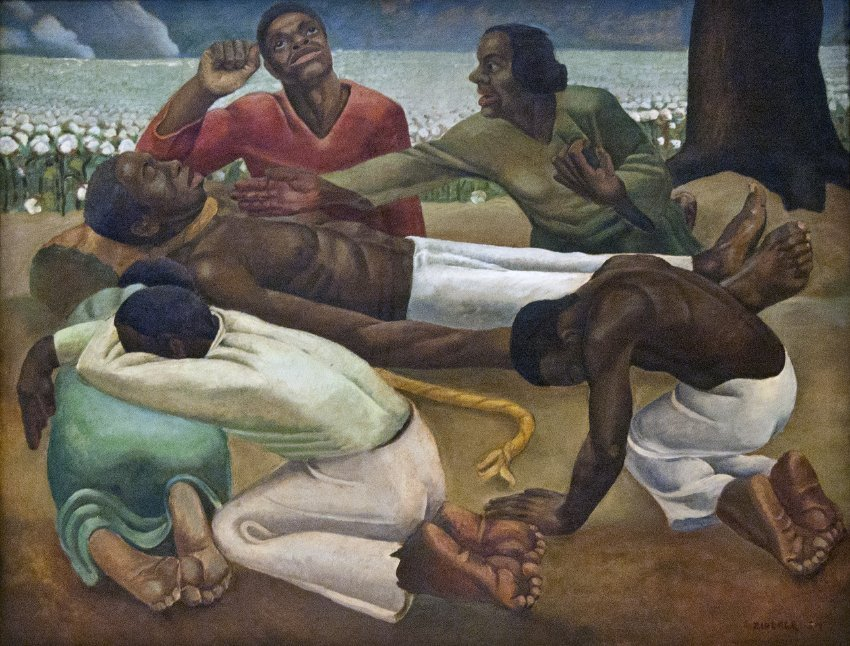
1934 — Santos Ision Jackson Zingale (american, 1908 – 1999) — UWM Art Collection Gift of the Works Progress Administration
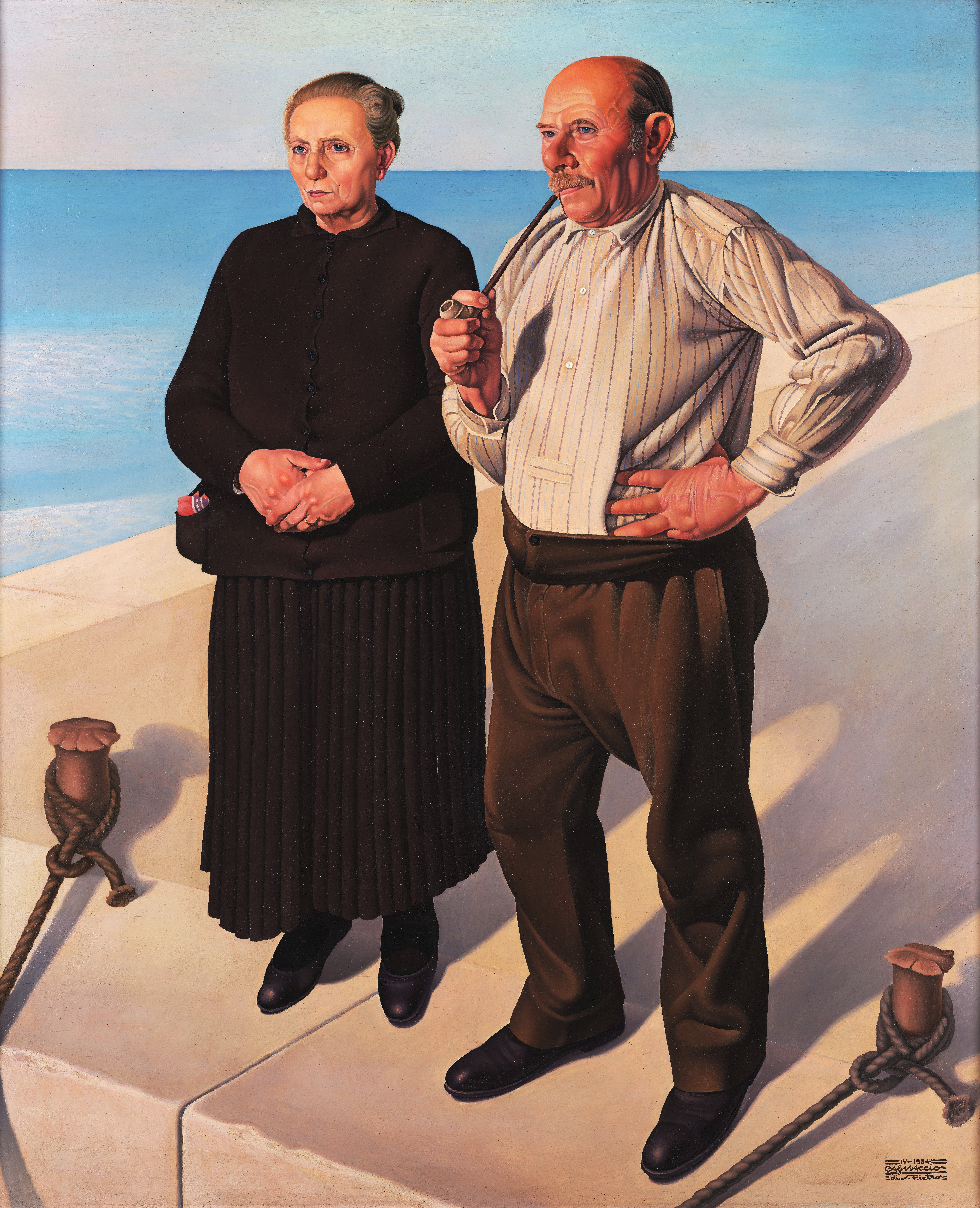
1934 — Cagnaccio di San Pietro (1897 – 1946) → WikiData:Q1025737
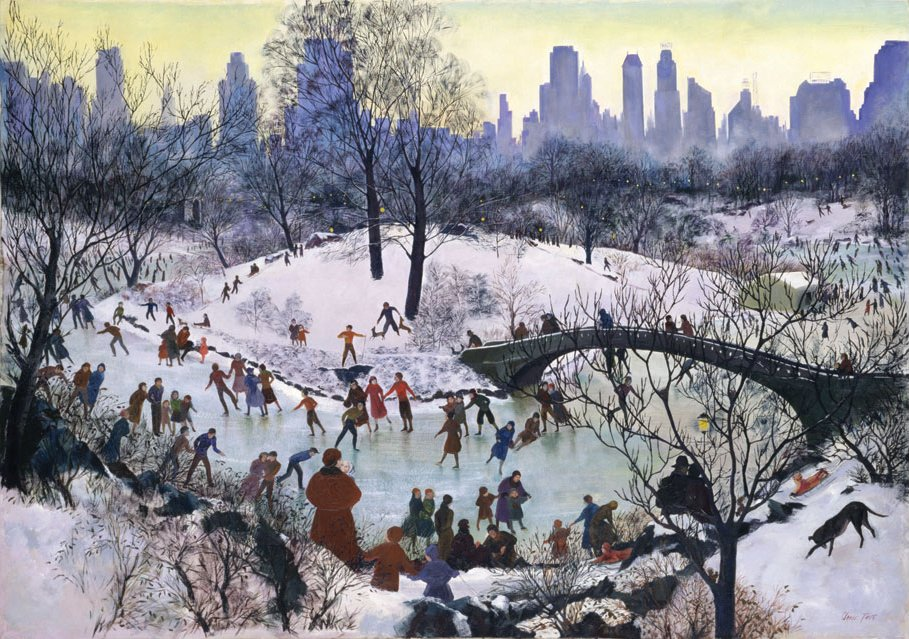
1934 — Agnes Tait (1894 – 1981) → WikiData:Q16009741 – Patinând în Central Park  (în engleză Skating in Central Park) - Smithsonian American Art Museum artwork ID (P4704)
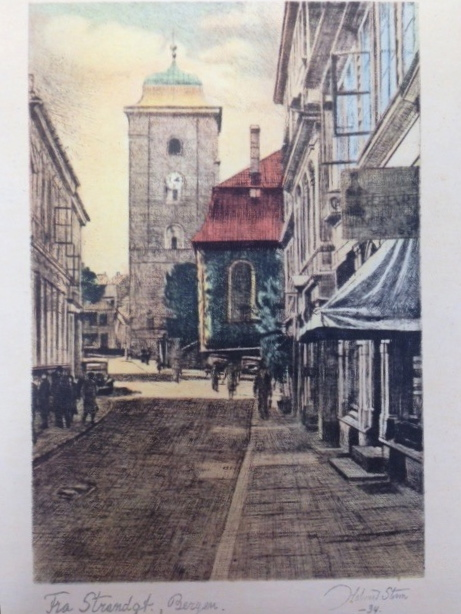
1934 — Fra Strandgt, Bergen 1934 (carte poștală)
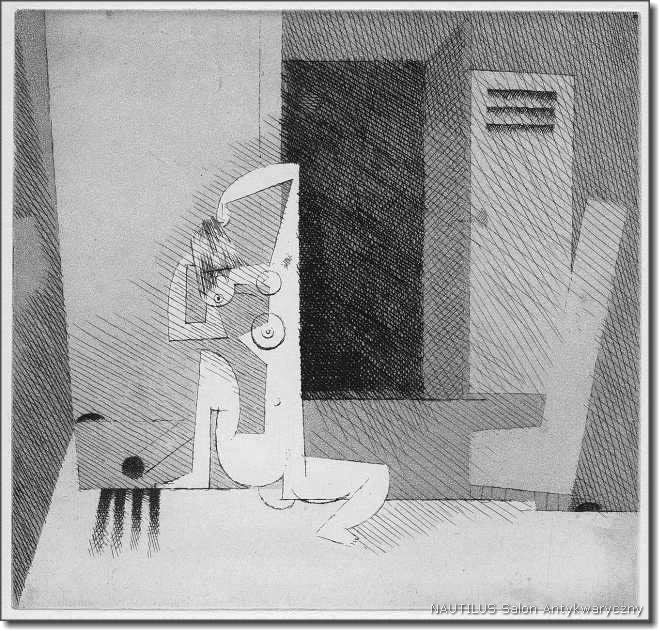
1934 — Louis Marcoussis (1878 – 1941) – Toaleta Mariee-ei (în engleză La Toilette de la Mariee)